# Eduardo Ciannelli
Eduardo Ciannelli, a veces acreditado como Edward Ciannelli en sus filmes, (30 de agosto de 1889 – 8 de octubre de 1969), fue un barítono y actor de carácter italiano con una larga carrera cinematográfica en Estados Unidos, interpretando casi siempre a gánsteres y criminales.

## Inicios
Ciannelli nació en la isla de Isquia, en el Golfo de Nápoles (Italia), siendo su padre un médico propietario de un spa. Estudió medicina en la Universidad de Nápoles Federico II y trabajó brevemente como médico, pero su amor por la ópera y el teatro dramático prevalecieron, motivo por el cual llegó a ser un barítono de éxito, cantando en La Scala y haciendo giras por Europa.
Tras finalizar la Primera Guerra Mundial viajó a Estados Unidos, actuando en Broadway en el musical de Oscar Hammerstein II Always You y más tarde en Rose Marie. A finales de la década de 1920 trabajó en diversas producciones en el Teatro Guild, actuando con Alfred Lunt y Lynn Fontanne, además de con Katharine Cornell. En ese período actuó en Tío Vania, El inspector y Primera plana. En 1935 interpretó en Broadway a Trock Estrella, personaje de la pieza de Maxwell Anderson Winterset, repitiendo dicha actuación en la versión cinematográfica de 1936. También en 1936, fue Cauchon en la obra de George Bernard Shaw Santa Juana, tras lo cual no volvió a actuar en Broadway hasta 1961, año en el que intervino en la pieza de Dore Schary The Devil's Advocate. Por esta actuación ganó un Tony al mejor actor de reparto.

## Carrera cinematográfica y televisiva

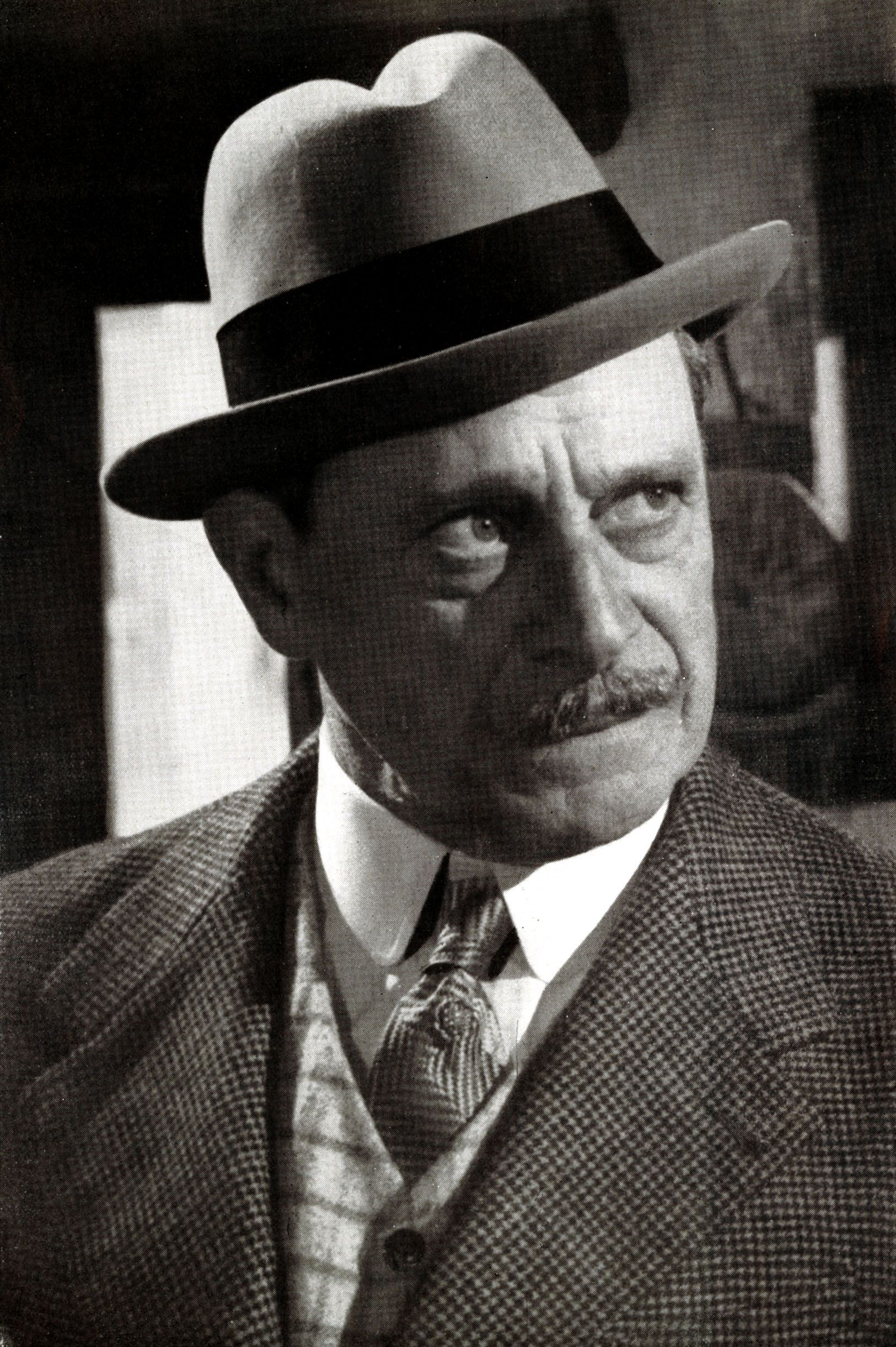
Foto publicada en 1954 en la revista Cineguida 54.

Su carrera en Hollywood consta de unas 150 actuaciones para el cine y la televisión. Entre los títulos en los que trabajó, destacan Marked Woman (1937, con Bette Davis), Gunga Din (1939, con Cary Grant, quizás su papel más conocido, el de fanático gurú), Strange Cargo (1940, Joan Crawford y Clark Gable), Foreign Correspondent (1940, de Alfred Hitchcock), Kitty Foyle (1940, con Ginger Rogers), Por quién doblan las campanas (1943, con Gary Cooper e Ingrid Bergman), Passage to Marseille (1944, con Humphrey Bogart), La máscara de Dimitrios (1944), Incendiary Blonde (1945, con Betty Hutton), Gilda (1946, con Rita Hayworth), y Príncipe de los zorros (1949, con Orson Welles).
En los años 50 y 60, dividió su tiempo entre filmes italianos como Attila (1954, con Anthony Quinn y Sophia Loren), y Helen of Troy (1956), y actuaciones en programas televisivos estadounidenses como Climax!, Perry Mason, Alfred Hitchcock Presents, Johnny Staccato, The Detectives Starring Robert Taylor, Dr. Kildare, además de unas pocas películas como Houseboat (1958), The Visit (1964), La jauría humana (1966, con Marlon Brando), y El secreto de Santa Vittoria (1969, con Anthony Quinn y Anna Magnani), que fue su último título.

## Vida personal
Ciannelli estuvo casado con Alma Wolfe desde 1918 hasta 1968, año en el que ella falleció. Tuvieron dos hijos, Eduardo y Lewis E. Ciannelli, este último actor.
Eduardo Ciannelli falleció en Roma, Italia, a causa de un cáncer, en 1969. Fue enterrado en el Cementerio Flaminio de Roma.